# Ángel Viñas
Ángel Viñas (Madri, 1941) é um economista, diplomático, catedrático e historiador espanhol, especializado na Guerra Civil Espanhola e no Franquismo.
Doutorado em Ciências Econômicas e licenciado em História, se formou em Madri, na Universidade de Hamburgo, de Glasgow e na de Livre de Berlim.